# 特羅瓦特峰
46°24′21″N 9°58′13″E / 46.40573°N 9.97039°E

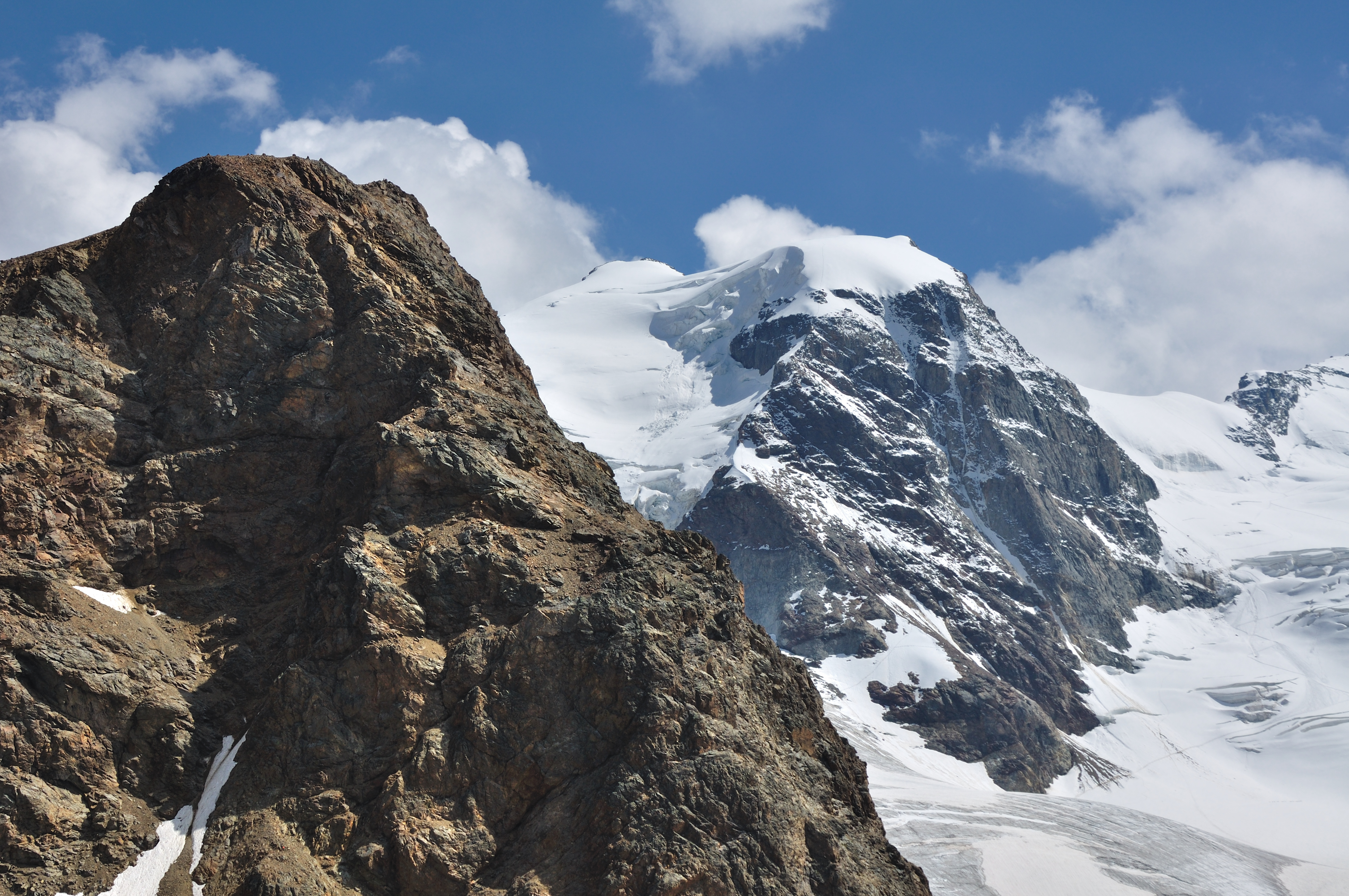

特羅瓦特峰（Piz Trovat），是瑞士的山峰，位於該國東部，由格勞賓登州負責管轄，屬於貝爾尼納山脈的一部分，距離伯爾尼200公里，海拔高度3,145米，每年平均降雨量1,386毫米。